# هاري مكيردي
هاري مكيردي (بالإنجليزية: Harry McKirdy) هو لاعب كرة قدم بريطاني في مركز الهجوم، ولد في 29 مارس 1997 في لندن في المملكة المتحدة. لعب مع أستون فيلا وستوك سيتي ونادي كارلايل يونايتد.

## وصلات خارجية
- هاري مكيردي على موقع قاعدة بيانات كرة القدم.إي يو (الإنجليزية)
- هاري مكيردي على موقع Soccerbase.com (لاعب) (الإنجليزية)
- هاري مكيردي على موقع Soccerway.com (الإنجليزية)